# MiKTeX
MiKTeX é uma distribuição TeX/LaTeX para Microsoft Windows desenvolvida por Christian Schenk. Consiste numa implementação do sistema TeX e um conjunto de programas relacionados.
MiKTex provê as ferramentas necessárias para preparar documentos utilizando a linguagem TeX/LaTeX, assim como um simples editor de textos (TeXworks). O nome MikTex origina do login do seu criador, Christian Schenk, que era Micro-Kid.
Entre as funcionalidade do MiKTeX estão a capacidade de autoatualização através de download de novas versões a partir de pacotes e componentes previamente instalados, e sua fácil instalação. Adicionalmente, ele solicita ao utilizador sobre o interesse de baixar algum pacote que não esteja instalado mas que é requisitado pelo documento a ser editado.
A versão atual do MikTex é a 25.3 e está disponível na página principal do projeto. Desde a versão 2.8, o MikTex tem suporte a XeTeX, MetaPost e pdfTeX e é compatível com Windows 7.